# Rayman: Hoodlums’ Revenge
Rayman: Hoodlums' Revenge (ang. Zemsta Mroklumów) – gra komputerowa w rzucie izometrycznym wydana w 2005 roku przeznaczona na konsolę Game Boy Advance. Jest kontynuacją gry Rayman 3: Hoodlum Havoc.

## Fabuła
Rayman drzemie z Globoxem w lesie. Obudziwszy się, zauważa zniknięcie przyjaciela, a Murfy informuje go, że powrócił Andre, który ma zamiar wskrzesić lub sklonować Refluxa. Okazuje się, że dodatkową moc dla wroga daje sok ze śliwek, dlatego Rayman mierzy się z maszyną produkującą go.
Globox budzi się w Kwaterze Mroklumów znajdującej się na Bagnach Mroku. Okazuje się, że ma w środku Andre, który nim zawładnął. Ten zamierza w brzuchu Globoxa zostać przetransportowanym przez Raymana do Serca Świata, by nim zawładnąć. Wszystko wychodzi na jaw dopiero po pokonaniu przeciwnika z zalanej lawą krainy Żywych Umarlaków. Plan Andre się powodzi, jednak Raymanowi w końcu udaje się go pokonać. 
Po zakończeniu gry Globox budzi się bez Andre, który zmarł i pyta, czy przegapił śniadanie. Rayman cieszy się, że uratował przyjaciela i obaj idą przed siebie.

### Punktacja w poziomach
W grze zbieramy kryształy, za które otrzymujemy od 10 do 1500 punktów w zależności od koloru kryształu. Dostajemy je także za pokonanie przeciwnika i uwolnienie Małaków. Liczbę punktów można łatwo zwiększyć, gdyż do gry zaimplementowany został tryb Combo. Po każdej planszy następuje podsumowanie, po którym dostajemy tzw. znaczki Murfy'ego. Zebranie w każdej planszy danej krainy wszystkich znaczków Murfy'ego powoduje uzyskanie dostępu do poziomu premiowego.

## Różnice między Rayman 3 a Rayman: Hoodlum's Revenge

### Kraina Żywych Umarlaków
Kraina Żywych Umarlaków różni się od wersji przedstawionej w Rayman 3: Hoodlum Havoc. Ze spokojnej krainy położonej przy morzu przeistacza się w zalany lawą ląd.

### Arena walki z Begoniaxą
Arena, na której walczymy z wiedźmą Begoniaxą, to nie jej dom, lecz ogromne molo otoczone wodą, gdzie w niektórych miejscach są wystawione dzidy.